# フアン・マヌエル・バレーロ・バレーロ
フアンマ（Juanma）ことフアン・マヌエル・バレーロ・バレーロ（Juan Manuel Barrero Barrero、1980年6月27日 - ）は、スペイン・バダホス出身の元サッカー選手、現サッカー指導者。ポジションはGKだった。